# Eero Böök
Eero Einar Böök (Helsinki, 9 febbraio 1910 – Helsinki, 7 gennaio 1990) è stato uno scacchista finlandese.

## Biografia
Vinse sei volte il Campionato finlandese (1931, 1934, 1935, 1936, 1946 e 1963). Partecipò con la Finlandia a sei olimpiadi: Varsavia 1935, Stoccolma 1937, Dubrovnik 1950, Helsinki 1952 e Monaco di Baviera 1958, Lipsia 1960, con il risultato complessivo di +27 =37 –20.
Nel 1947 si classificò pari primo con Gösta Stoltz nel campionato nordico di Helsinki. Nel 1948 partecipò al torneo interzonale di Saltsjöbaden, classificandosi 11º su 20 partecipanti. Ottenne il titolo di Maestro Internazionale nel 1950, e di Grande maestro Honoris causa nel 1984.

## Partite notevoli
- Eero Böök – Samuel Reshevsky (Kemeri, 1937) –  difesa Alekhine B05
- Eero Böök – Miguel Najdorf (Olimpiadi di Stoccolma 1937) –  Difesa siciliana B95
- Max Euwe - Eero Böök (Olimpiadi di Dubrovnik 1950) –  Difesa Gruenfeld D77
- Paul Keres - Eero Böök (Olimpiadi di Helsinki 1952) –  Difesa semislava D47